# پتانسیل برانگیخته بینایی حالت پایدار
پتانسیل برانگیخته بینایی حالت پایدار (به انگلیسی: steady state visually evoked potentials) سیگنال‌هایی هستند که در پاسخ به یک محرک بینایی با فرکانس مشخص، ایجاد می‌شوند.
هنگامی که شبکیه چشم با یک محرک بینایی که در محدوده فرکانسی ۳٫۵ هرتز تا ۷۵ هرتز عمل می‌کند، تحریک شود، در مغز فعالیت الکتریکی ایجاد می‌شود که فرکانس این فعالیت برابر یا مضربی از فرکانس محرک بینایی است.
از این سیگنال به وفور در تحقیقات مرتبط با بینایی و توجه استفاده می‌شود.